# 6-й казачий кавалерийский корпус имени И. В. Сталина
6-й кавалерийский корпус (6-й кк) (полное название: 6-й казачий кавалерийский корпус имени И. В. Сталина) — воинское соединение в РККА вооружённых сил СССР до и во время Великой Отечественной войны. Окружён и погиб в Белоруссии.

## История формирования
6-й казачий кавалерийский корпус сформирован 24 апреля 1934 года из частей Первой Конной армии в Белорусском военном округе (БВО).
Дислоцировался в Белорусском военном округе. Управление корпуса размещено в городе Ломже (с сентября 1939).
В 1940 году Никитин был назначен командиром 6-го кавалерийского корпуса, дислоцированного в Белорусском особом военном округе.
4 июня 1940 года Никитину было присвоено звание генерал-майора.

### Полное название
6-й казачий кавалерийский корпус имени И. В. Сталина

## Боевой путь корпуса

### В составе действующей армии
с 22.06.1941 по 30.06.1941
Входил в состав 10-й армии.
В начале Великой Отечественной войны корпус Никитина принимал участие в ожесточённых сражениях в районе государственной границы СССР на Западном фронте.

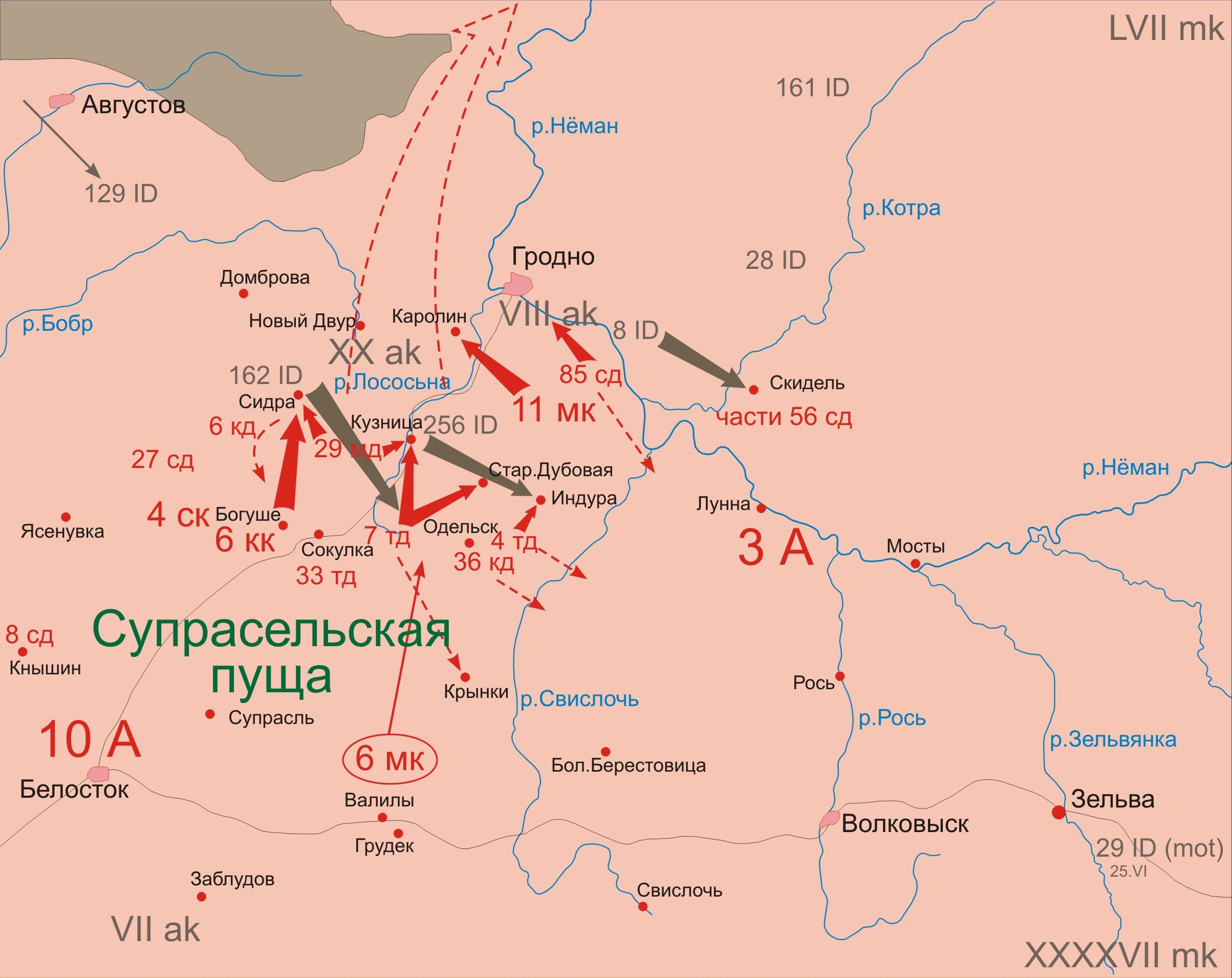
Советский контрудар под Гродно 24-25 июня 1941 года.

24 июня 1941 года начался советский контрудар в районе Гродно силами сформированной конно-механизированной группы (КМГ) под командованием заместителя командующего фронтом генерал-лейтенанта И. В. Болдина. К контрудару привлекли боеготовый 6-й мехкорпус (более 1000 танков) генерал-майора М. Г. Хацкилевича и 6-й кавкорпус, однако господство в воздухе немецкой авиации, плохая организация удара, атака на подготовленную противотанковую позицию и разгром тылов привели к тому, что немецким войскам удалось остановить войска КМГ Болдина.
В июле 1941 года корпус был окружён немецкими войсками. При попытке прорваться из окружения генерал-майор Никитин был захвачен в плен.

## Командный состав корпуса
Командиры корпуса:
- Горячев, Елисей Иванович, комдив — 17.07.35—25.01.38[2];
- Жуков, Георгий Константинович, комбриг, с 22 февраля 1938 года комдив — (25.02.38-10.06.38)[2];
- Андрей Иванович Еременко, комкор  10.06.1938 - 04.06.1940
- Никитин, Иван Семенович, комбриг, с 4 июня 1940 года генерал-майор — 11.03.1940? — 06.07.1941 (попал в плен, расстрелян в плену в 1942 году);

Военный комиссар:
- Щукин Евгений Афанасьевич, бригадный комиссар

## Боевой и численный состав корпуса
- 6-я Чонгарская казачья кавалерийская дивизия
- 36-я кавалерийская дивизия
- 1-й отдельный дивизион связи
- 206-я отдельная авиационная эскадрилья

|         | БТ-2 | БТ-5 | БТ-7 | Всего | БА-20 | БА-10 | Всего |
| ------- | ---- | ---- | ---- | ----- | ----- | ----- | ----- |
| 6-я КД  | 5    | 43   |      | 48    | 5     | 10    | 15    |
| 36-я КД |      |      | 55   | 55    | 6     | 14    | 20    |
| Всего   | 5    | 43   | 55   | 103   | 11    | 24    | 35    |